# Brachyurophis roperi
Brachyurophis roperi (північна лопатоноса змія) — вид отруйних змій родини аспідових (Elapidae). Ендемік Австралії.

## Поширення й екологія
Північні лопатоносі змії мешкають на півночі Західної Австралії та на північному заході Північній Території. Вони живуть у сезонно сухих рідколіссях. Ведуть нічний, риючий спосіб життя. Живляться яйцями плазунів. Відкладають яйця, в кладці 3 яйця.